# Comtat de Weimar-Orlamünde
El comtat de Weimar-Orlamünde fou una jurisdicció feudal del Sacre Imperi Romanogermànic al territori de l'actual Turíngia. Va consistir en els territori del comtat de Weimar i del comtat d'Orlamünde que es van unir. Els governants van ser anomenats comtes d'Orlamünde o de Weimar-Orlamünde.

## Història
El comte Otó I de la branca major dels comtes de Weimar va arribar al voltant de 1060 a la possessió del comtat d'Orlamünde per herència. El 1062 el germà gran d'Otó, que regnava a Weimar, comte Guillem IV, va morir sense fills, i Otó I va rebre igualment el comtat de Weimar. Des de llavors, les dues àrees van ser unides com comtat de Weimar-Orlamünde.
Amb la mort del comte Ulric II es va extingir la línia vella dels comtes de Weimar-Orlamünde el 1112. Va passar per herència al comte palatí de Saxònia Sigfrid de Ballenstedt, fill de l'Adelaida, comtessa palatina de Saxònia-Weimar-Orlamünde († 28 de març de 1100), filla de l'esmentat Otó I. Aquest fou pare del comte Adalbert II de Ballenstedt (l'avi d'Albert l'Ós) de la casa d'Ascània de Weimar Orlamünde que va dominar Weimar-Orlamünde després d'algunes disputes sobre l'herència, en la que va intervenir també l'emperador Enric V, i el fill d'Adalbert II de Ballenstedt, Sigfrid II († 1113). Després de la seva mort es va formar una línia col·lateral d'Ascània el 1140 amb Albert l'Ós, fill d'Otó de Ballenstedt.
La liquidació de béns a la casa després de la mort de l'ascani Albert l'Ós el 1170 va donar lloc a una branca més jove dels comtes de Weimar-Orlamünde fundada per Herman I (1140-1176), un fill menor d'Albert l'Ós.
Mentrestant el net Herman II (1180-1247), va governar a Weimar de 1206, va retornar un breu renaixement a la comarca. Herman II va ser l'espòs de Beatriu, hereva del ducat de Merània o Andechs-Merània. La seva herència consistia en el territori de Weimar-Orlamünde i el castell de Schauenforst a Orlagau um Orlamünde
i Rudolstadt així com altres territoris i senyories disperses, bes i drets en les muntanyes de pissarra de Turíngia i el bosc de Francònia (Frankenwald) des de Raum Kronach, Plassenburg a Nordhalben. Els comtes de Weimar-Orlamünde van començar però a construir la seva pròpia sobirania nacional, massa tard per imposar-se contra el landgravi de Turíngia de la distingida família dels Wettin. Després de la mort de Herman II, el comtat va passar als seus dos fills, Herman III († 1283) i Otó III († 1285) que el van dividir. La divisió dels comtats va afeblir encara més en la seva lluita amb la dinastia Wettin, i van arribar apressants problemes financers. Això va suposar que Herman III de la línia d'Orlamünde va haver de vendre el comtat als Wettin (27 d'abril 1344).
Otó III va fundar a Weimar la línia d'aquest nom que es va perllongar fins a 1346, quan Frederic I, net d'Otó III, va morir. La dinastia Wettin, en la guerra del comte de Weimar contra Turíngia, va establir sobre el comte el seu domini feudal; la rica la comarca de Weimar es va acabar de fet com a entitat política independent. Els comtes de Weimar van susbistir fins a l'extinció de la línia principal com vassalls de Wettin. Després de la mort de l'últim comte Weimar aquesta dinastia va incorporar el territori comtal.
Des de 1485 va passar a la línia Ernestina dels Wettin; després per l'acord de Wittenberg el 1547 va ser la capital del Ducat de Saxònia-Weimar i més tard del ducat i el Gran Ducat de Saxònia-Weimar-Eisenach.
Els comtes ascanis de Weimar-Orlamünde de la línia major van continuar en línies secundàries, que, no obstant això, van perdre les seves últimes possessions el 1467 i 1486 i finalment es van extingir. Entre les seves possessions els pertanyien el Gräfenthal fins a 1426, Lichtenberg i Magdala fins a 1427, Lauenstein fins a 1430
i Schauenforst fins a 1432.

## Línia d'Adalbert I de Ballensted
- Adalberto I de Ballenstedt, casat amb Hidda, filla d'Hodó, marcgravi de Lusàcia
  - Esicó I, casat amb Matilde, filla d'Herman II de Suàbia
    - Adalberto II el Vell († 1080), casat amb Adelaida († 1100)
      - Otó el Ric († 1124), casat amb Eilika († 1142)
        - Adalbert III, més conegut com a Albert l'Ós († 1170), casat amb Sofia de Winzenburg († 1160)
          - Otó († 1184) casat en primeres noces amb Judit de Polònia i en segones amb Ada, filla de Florenci III d'Holanda
          - Herman I († 1176), casat amb Adelaida (primeres noces) i amb Ermgarda o Erna (segones)
            - Sigfrid III († 1206), casat amb Sofia († 1208), filla del rei danès Valdemar I
              - Otó I († 1211)
              - Albert II († 1245), casat amb Hedwiga († 1247), filla del landgravi d'Herman I de Turíngia
                - Mariana († 1250), casada amb Barnim I, duc de Pomerània
                - Sofia († 1268) casada amb el comte Günther V de Schwarzburg

              - Herman II († 1247) Vegeu més avall "línia de Herman II"
              - Filla, monja al convent d'Heusdorf
              - Filla, monja al convent d'Heusdorf
              - Sofia († 1244) casada amb el comte Lampert II de Gleichen
              - Enric († 1247)

            - Albert I († 1229), monjo al monestir dominic d'Erfurt
            - Hesiko o Enric, casat amb Reinwiga, filla de Conrad comte de Hohenstein i Beilstein
              - Lutrada, casada amb Ilger IV comte de Ihlefeld i Hohenstein

          - Sigfrid, bisbe de Brandenburg, arquebisbe de Bremen
          - Enric († 1186), canonge
          - Adalbert de Ballenstedt IV († 1171), casat amb Adela, filla de Conrad I de Meissen, abans casada amb el rei danès Sven III.
            - Gertrudis († 1196), casada amb Gualteri, comte d'Arnstein

          - Dieteric († 1183), casat amb Matilde, filla del landgravi Lluís II de Turíngia
          - Bernat († 1212), casat amb Judit, filla del rei danès Valdemar I
          - Sibil·la o Gertrudis, casada amb Teobald de Bohèmia († 1167)
          - Eduvigis († 1198), casada amb Otó († 1190), marcgravi de Meissen
          - Adelaida († 1162), monja al convent de Lamspringe
          - Filla, casada amb Ladislau II de Polònia (Władysław II) († 1159)
          - Filla, casada amb Otó II de Rieneck

        - Adelaida († 1142) casada en primeres noces amb Enric de Stade († 1128), marcgravi de Nordmark, i en segones amb Guarneri, comte de Veltheim
        - Anselm († 1154), bisbe d'Havelberg
        - Otó († després de 1130), bisbe de Lebus

      - Sigfrid I († 1113), casat amb Gertrudis († 1151), filla d'Enric de Frísia, comte de Rittigau i Eichsfeld i marcgravi de Frísia.
        - Sigfrid II († 1124)
        - Guillem († 1140), casat amb Gertrudis de Salm-Luxemburg, filla d'Herman de Salm
        - Enric
        - Adela, casada amb el comte d'Oldenburg

    - Adelaida, casada amb Thimó de Schrapelau

  - Ludolf, monjo a Corvey
  - Uta († 1046) casada amb Ekkehard II de Meissen
  - Dieteric, prebost de Ballenstedt
  - Hasseca, abadessa de Gernrode

## Línia de Herrman II
- Herman II († 1248), casat amb Beatriu, filla d'Otó I d'Andechs-Merània
  - Otó (III), canonge a Würzburg 1265-1308
  - Herman III, el Famós, vegeu més avall "Línia de Herman III"
  - Otó IV el Poderós, a vegades Otó III († 1285), casat amb Agnes, comtessa de la família dels Truhendingen († abans de 1300)
    - Otó V, canonge de Bamberg i abat de St Sebald a Nuremberg
    - Agnès († 1354), abadessa de l'abadia Himmelkron
    - Herman V Laicus († 1319), casat amb Matilde († després de 1339), filla del comte Frederic de Rabenswald († 1315)
      - Hermann VII († abans de 1313)
      - Frederic I el Vell († 1365) casat amb Elisabet, filla del marcgravi Frederic Climent de Meissen, casada abans amb Otó II d'Anhalt
        - Mecthilda († 1355) casada amb Enric el Jove, comte de Hohenstein
        - Elisabet († després de 1381), monja a Oberweimar
        - Frederic III el Jove († després de 1381)
          - Caterina possiblement casada amb Guillem I d'Orlamünde

        - Matilde la Vella († 1332) casada amb Dieteric, comte de Hohenstein († abans de 1320)
        - Agnes († abans de 1320) casada amb Enric de Blankenhain
        - Sofia ∞ Federic comte de Beichlingen
        - Herman VIII († 1372)
          - Gertrudis ?
          - Filla

        - Elisabet casada amb Enric VIII de Regenstein
        - Otó VIII († 1334) casat amb Elena († després de 1374), filla del burgravi Frederic IV de Nuremberg
          - Otó IX, canonge a Würzburg 1335
          - Frederic II († octubre de 1367) casat amb Sofia († 1357), filla de l'antirei alemany Gunther XXI de Schwarzburg
          - Elena († 1369) casada amb Enric VIII de Brieg
          - Inés, abadessa del Convent d'Hof

        - Joan, Comandant de l'Ordre de Weimar

    - Filla casada amb Rodolfo II Schenk de Kevernburg (de la família turíngia Schenken de Vargula)
    - Otó VI el Ric, casat amb Adelaida († abans de març de 1305), filla del comte Günther VIII de Kevernberg (Kevernburg), i en segones noces amb Catarina († 1322), filla del landgravi Enric I de Hessen
      - Elisabet († 1359) casada amb Ulrich I († 1334), landgravi de Leuchtenberg
      - Herman ? († abans de 1340)
      - Otó VII († 1340) casat amb Cunegunda († 1382), nascuda landgravina de Leuchtenberg, abadessa del monestir de Himmelthron.
      - Elisabet († 1362) casada en primeres noces amb Enric XII de Schwarzburg, i en segones amb Enric de Hohenstein

  - Albert III el Vell († 1283)
  - Sofia, casada amb Enric VII, Vogt de Weida († després de 1274)
  - Herman IV, clergue

## Línia de Herman III
- Herman III. († 1283) casat amb una filla del comte Gunther V de Kevernburg, i en segones noces amb Mectilda de Schwarzburg
  - Elisabeth la Vella († després de 1353) casada en primeres noces amb Otó senyor de Lobdaburg († 1289), i en segones amb Albert el degenerat, landgravi de Turíngia i marcgravi de Meissen
  - Herman VI, casat amb una comtessa de Gleichen
  - Enric III († 1310) casat amb una filla d'Enric I, Vogt de Plauen
    - Enric IV el Vell († 1357) casat amb Irmgarda comtessa de Schwarzburg († 1324)
      - Enric V el Jove († abans de 1358) casat amb Riquessa de Henneberg
        - Otó X († 1403) casat amb Lucarda († 1405), filla d'Enric VII, vogt de Gera
          - Guillem I, casat amb Caterina, possible comtessa d'Orlamünde
            - Frederic VI († després de 1486) casat amb Luitgarda, filla d'Enric VIII, capità de Bernau
              - Caterina al († després de 1544), monja al monestir de Heiligenkreuz a Saalburg

            - Guillem II († 1442), canonge de Colònia i Estrasburg

          - Segimon († 1447)
          - Otó XI. († després de 1460) casat amb Agnes, filla de Herman III, comte de Beichlingen
            - Frederic VII († abans de 1460)

          - Elisabet († després de 1449) casada amb el comte Enric XXII de Schwarzburg-Leutenberg (1375-1434)
          - Elena, abadessa al monestir de Hof 1435-1465
          - Anna, monja a Ilm, a continuació, a Hof

        - Herman IX, canomnge a Würzburg

      - Jutta o Anna († 1358), abadessa d'Ilmenau
      - Elisabet, casada amb Albert, burgravi de Kirchberg
      - Frederic IV († abans de 1374) casat amb Ermgarda († després de 1396), filla d'Enric XIV († 1375), comtessa de Schwarzburg i Sondershausen
        - Caterina († després de 1411) casada amb Conrad († abans de 1410), senyor de Tannenrode i Straußfurt; en segones noces amb Lluís(† 1419) senyor de Blankenhain
        - Frederic V († 1400) casat amb Catalina, comtessa de Gleichen
          - Enric VI († després de 1411)

  - Elisabeth la Jove († 1318), monja a Weissenfels
  - Albert IV el Jove († 1283)
  - Otó II